# Великий Шор'ял
Великий Шор'я́л (рос. Большой Шоръял, марій. Кугу Шоръял) — присілок у складі Моркинського району Марій Ел, Росія. Входить до складу Семісолинського сільського поселення.

## Населення
Населення — 93 особи (2010; 117 у 2002).
Національний склад (станом на 2002 рік):
- лучні марійці — 98 %